# マーガレット・ヤング
マーガレット・ヤング（1855年 - 1940年、英語: Margaret Majora Young）はカナダ聖公会から名古屋への宣教師で、当地の女性教育に尽くし、名古屋柳城短期大学の基礎をきずいた。

## 生れと教育
マーガレット・ヤングはカナダ・オンタリオ州ヴィエナ（Vienna）で、6人兄妹の三女として生まれた。ハミルトン市師範学校で学んでから、1890年にエルマ市の公立幼稚園に勤めて、ドイツのフリードリヒ・フレーベルの幼児教育に接した。

## 日本での宣教活動
1895年、カナダ聖公会の宣教師として日本へ行き、1888年からJ・ロビンソン司祭夫妻が宣教を開始していた名古屋地区へ着任した。1898年に保姆養成所のために自宅を開放して、ひとりの生徒から始めた。1899年には、柳城幼稚園（名古屋市東区）を開設した。1903年、柳城幼稚園に「母の会」を立ち上げて、母親教育に力を入れた。
1910年、保姆養成所は柳城保姆伝習所と改名。1924年には柳城保姆養成所となった。これが基となって、戦後の1953年には柳城女子短期大学が設立されて、1993年には名古屋柳城短期大学と改称した。 
1922年、マーガレット・ヤングは養子の清水正高と帰国したが、1936年には日本永住を目的に再来日。1939年、妹の病気を理由に一時帰国したが、同年日本へ戻った。
1940年、名古屋にて逝去、84歳。名古屋聖ヨハネ教会で葬儀。八事霊園に葬られた。

## 参照項目
- 日本聖公会中部教区
- カナダ聖公会#海外宣教
- カナダ聖公会伝道協会